# Heliocopris hamadryas
Heliocopris hamadryas là một loài bọ cánh cứng trong họ Bọ hung (Scarabaeidae).